# Campbell (Alabama)
Campbell ist ein gemeindefreies Gebiet im Clarke County im Bundesstaat Alabama in den Vereinigten Staaten.

## Geographie
Campbell liegt im Südwesten Alabamas im Süden der Vereinigten Staaten. Es befindet sich etwa 6 Kilometer östlich des Tombigbee River, der südlich in den Mobile River aufgeht und schließlich im Mobile Bay und dem Golf von Mexiko mündet.
Nahegelegene Orte sind unter anderem Putnam (12 km nördlich), Coffeeville (17 km südwestlich), Thomasville (19 km östlich), Dixons Mills (22 km nordöstlich) und Fulton (24 km südöstlich). Die nächste größere Stadt ist mit 195.000 Einwohnern das etwa 130 Kilometer südlich entfernt gelegene Mobile.

## Geschichte
Das Gebiet wurde erstmals in den 1800er Jahren besiedelt und damals noch Millersville benannt, in Anlehnung an eine ansässige Familie. Später wurde der Ort nach einem Mediziner benannt, der hier lebte. 1886 wurde ein Postamt eröffnet.

## Verkehr
Campbell liegt unmittelbar an der Alabama State Route 69, die im Süden einen Anschluss an den U.S. Highway 84 herstellt. Etwa 23 Kilometer östlich verläuft der U.S. Highway 43.
Etwa 25 Kilometer nordwestlich befindet sich der Butler–Choctaw County Airport, 32 Kilometer südöstlich der Grove Hill Municipal Airport.